# Eucrypta chrysanthemifolia
Eucrypta chrysanthemifolia är en strävbladig växtart som först beskrevs av George Bentham, och fick sitt nu gällande namn av Edward Lee Greene. Eucrypta chrysanthemifolia ingår i släktet Eucrypta och familjen strävbladiga växter. Utöver nominatformen finns också underarten E. c. bipinnatifida.

## Bildgalleri

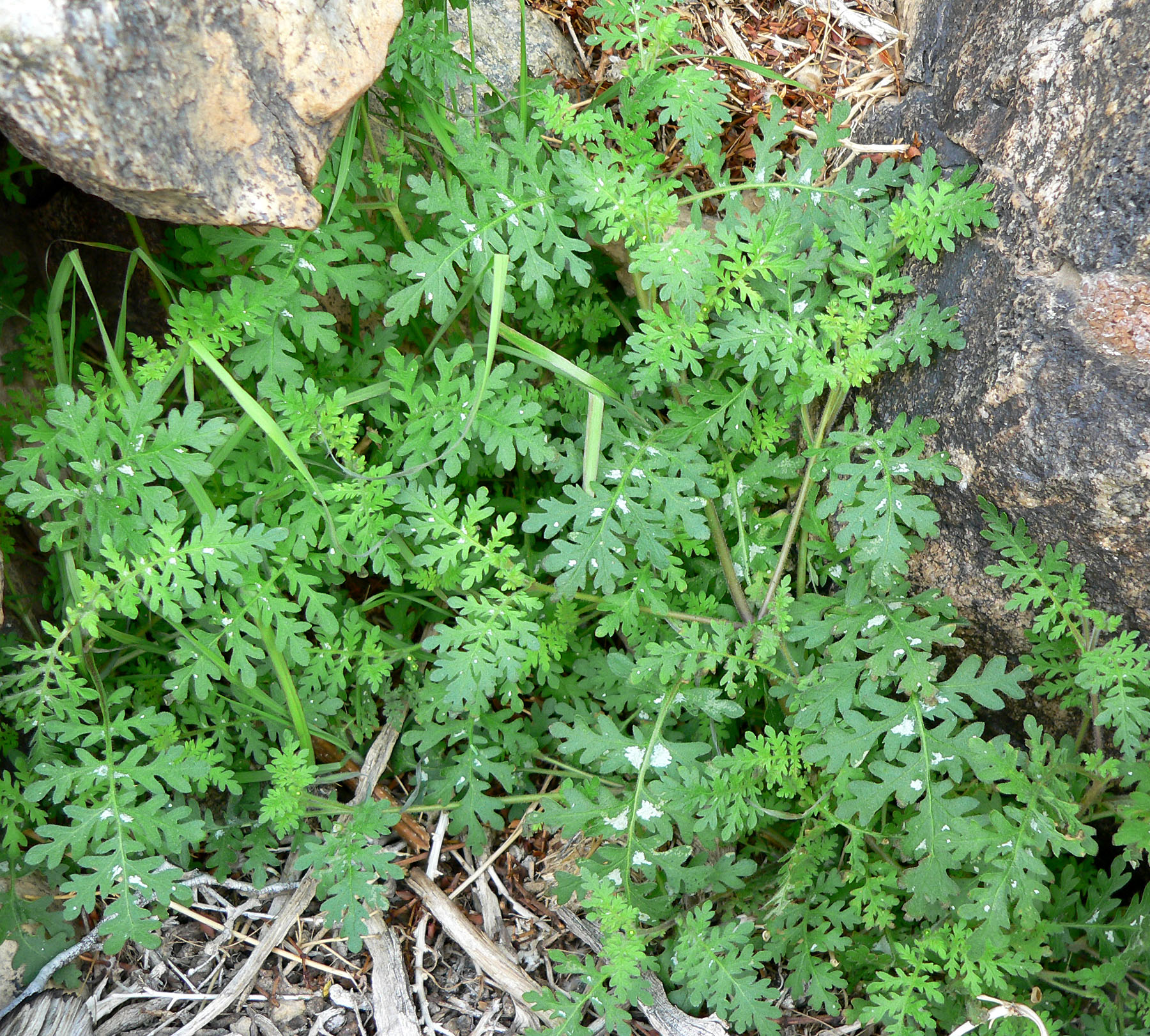
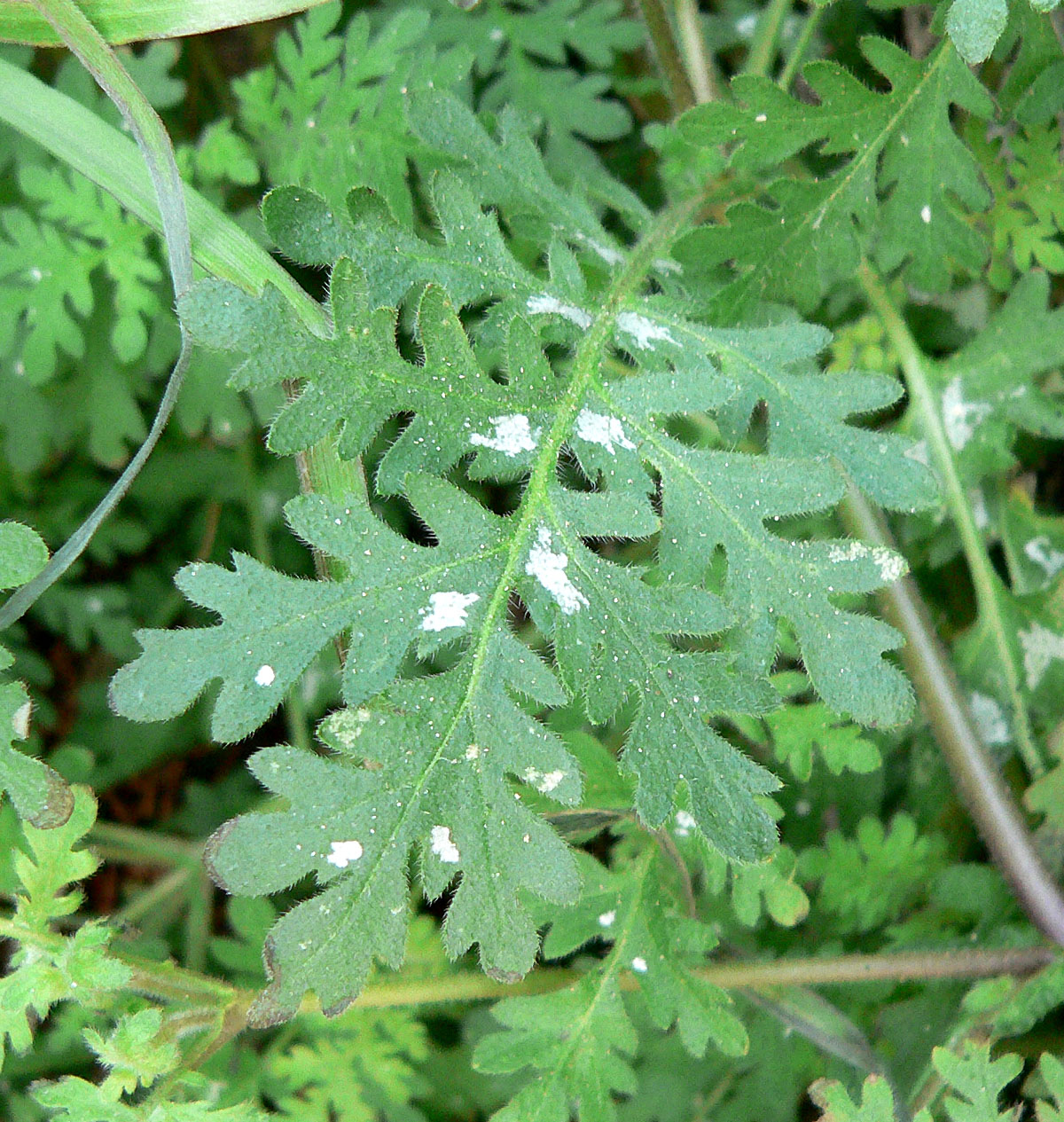
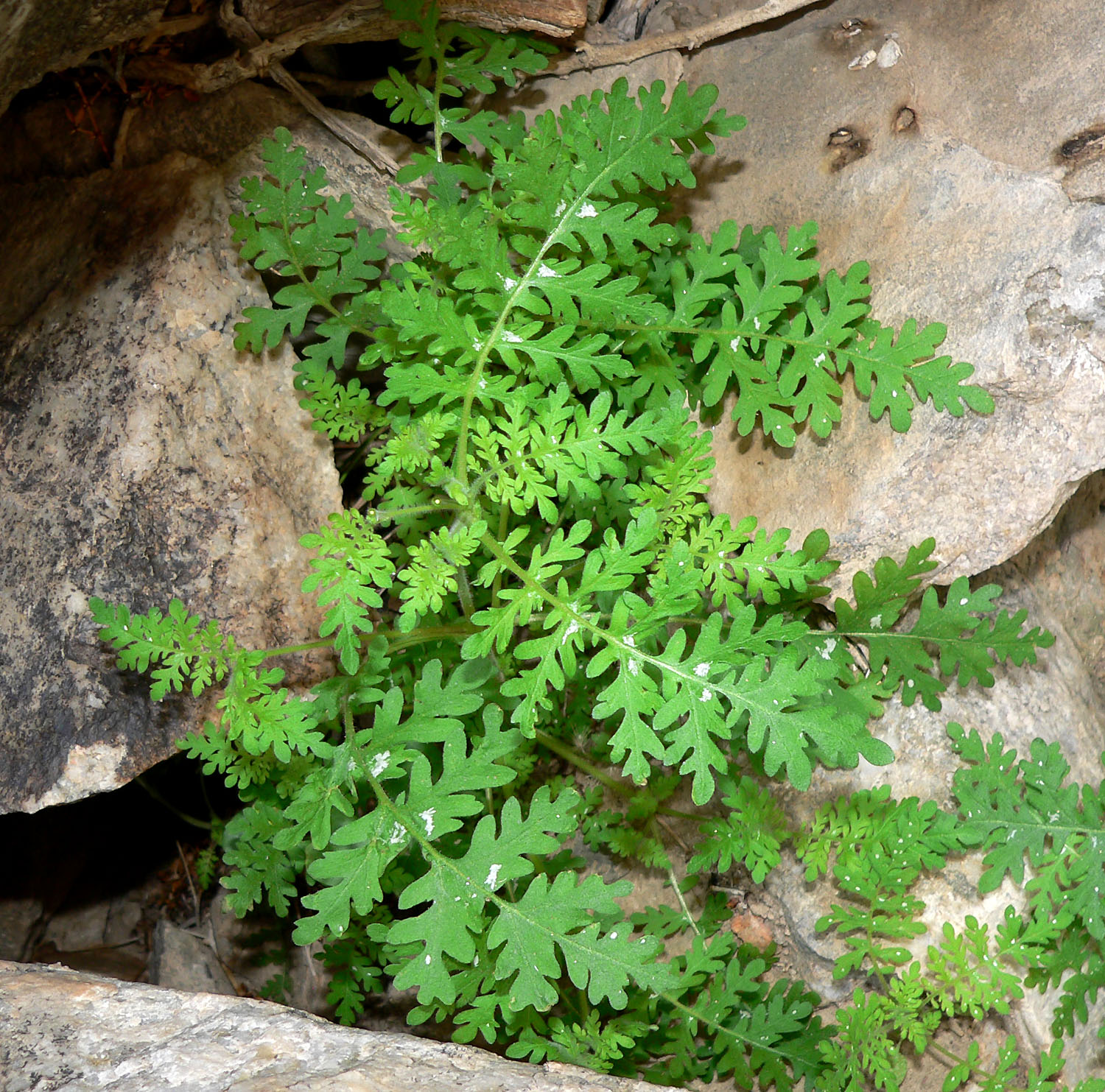
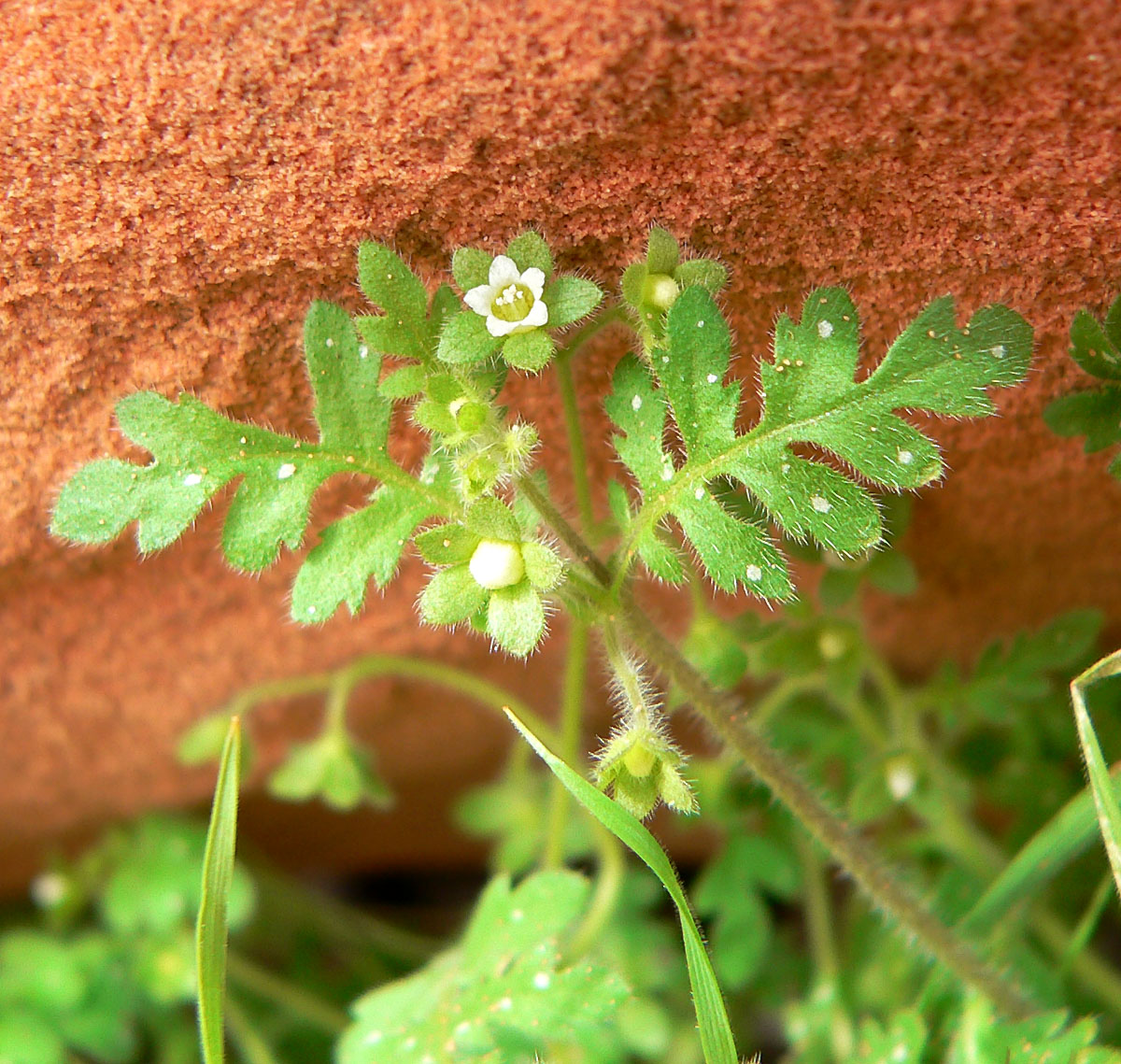
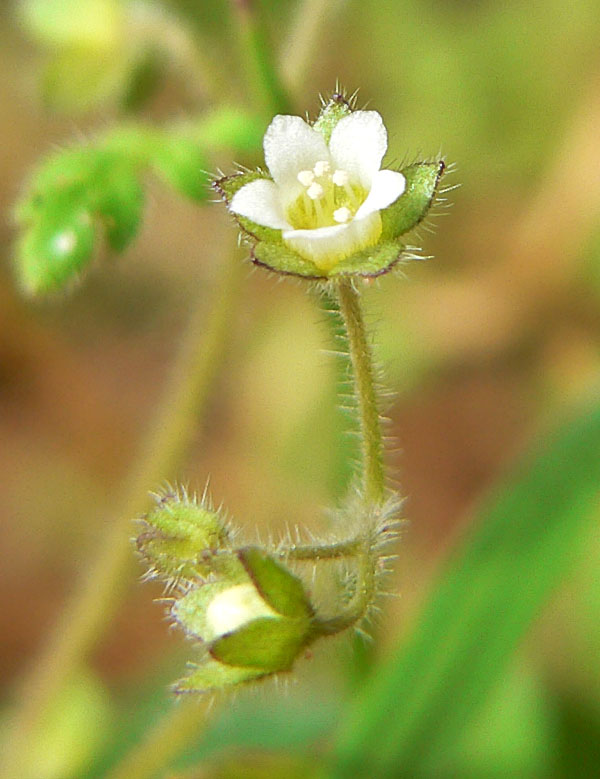
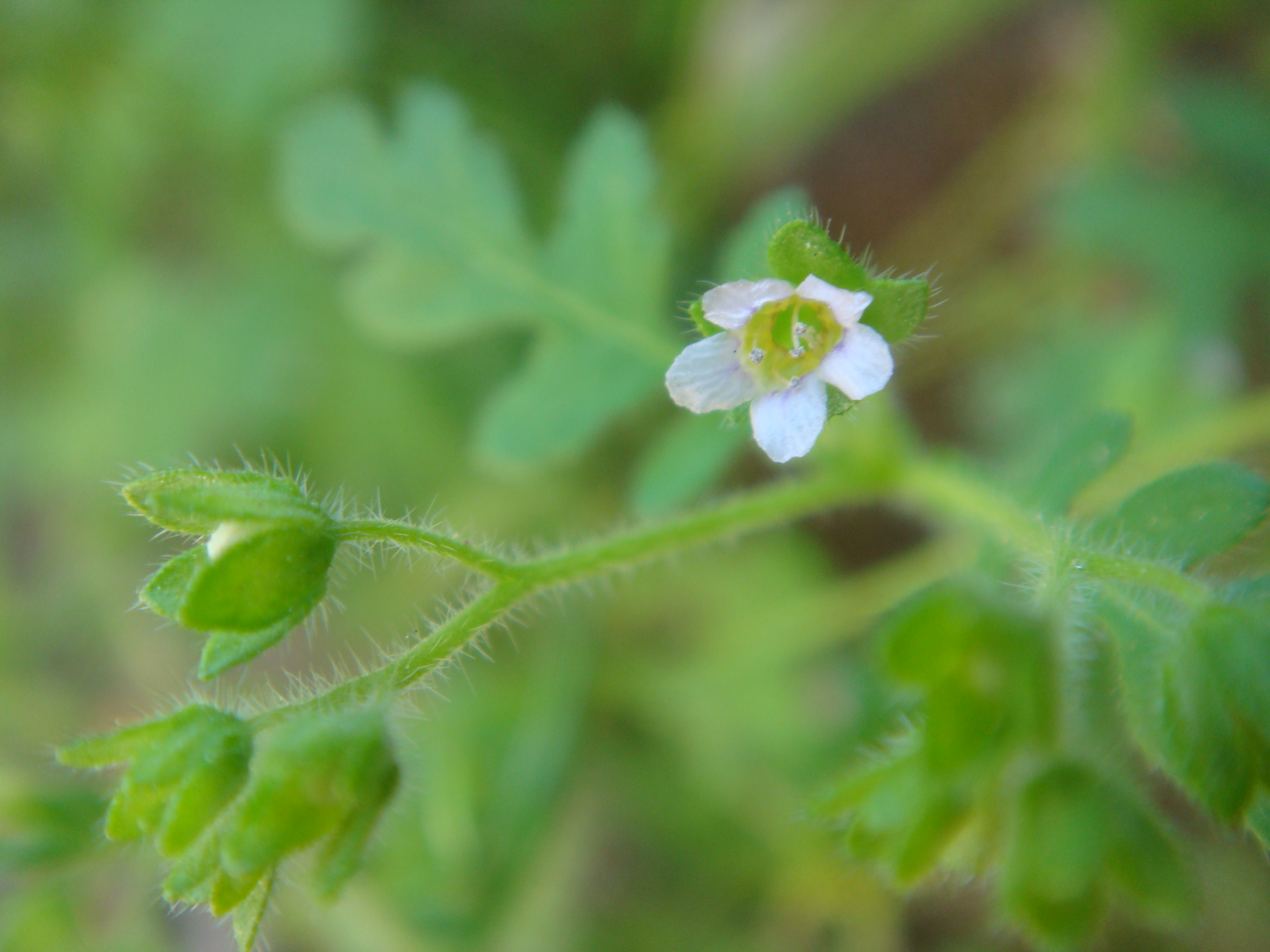